# Lestodiplosis tragopogonis
Lestodiplosis tragopogonis är en tvåvingeart som beskrevs av Barnes 1928. Lestodiplosis tragopogonis ingår i släktet Lestodiplosis och familjen gallmyggor. Inga underarter finns listade i Catalogue of Life.